# Pisino
Pisino (in croato Pazin; in veneto Pixin; in tedesco Mitterburg) è una città di 8 868 abitanti (di cui 4 382 residenti nel centro storico) della Croazia, situata quasi esattamente al centro dell'Istria, e capoluogo amministrativo della Regione Istriana.

## Geografia fisica

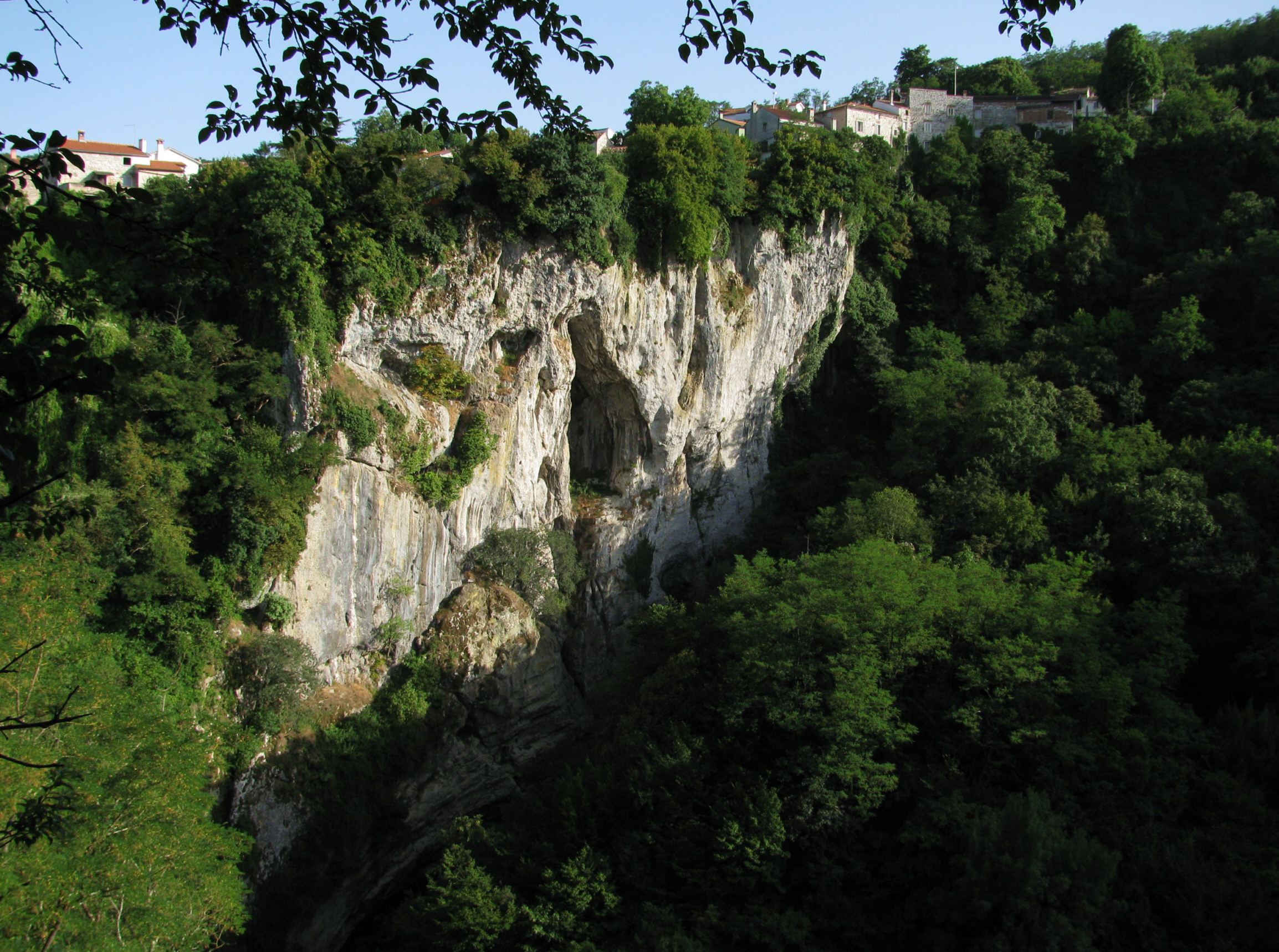
L'abisso del torrente Foiba (Pazinčica)

Pisino (anticamente Pisinum), località dell'Istria centrale adagiata sull'orlo dell'omonima foiba, è situata esattamente al centro della penisola, e per questo ne è divenuta capoluogo amministrativo, nonostante il nucleo urbano conti appena 4.986 abitanti.
La posizione della cittadina, immersa nel carso dinarico, l'ha infatti isolata dai principali traffici commerciali e dal turismo per molti secoli: solo oggi, dopo la costruzione dell'asse stradale A8 (la grande Ypsilon che attraversa la penisola) il paese può beneficiare di adeguati collegamenti con le città portuali dell'Istria.
Dal punto di vista geomorfologico Pisino, immersa nelle colline del carso istriano, è solcata dal torrente Foiba (Pazinčica) che, dopo un corso di circa 17 km, si inabissa in una foiba dando luogo alle omonime grotte profonde qualche centinaio di metri, oggi importante meta turistica. Compresi nel vasto territorio comunale sono anche i bacini del fiume Bottonega (Butoniga) che alimenta l'omonimo lago artificiale (Butoniga Jezero), un invaso di 19.106 metri cubi con una superficie di 2,3 km² e profondità media di appena 4,5 metri.
La morfologia del territorio e la sua posizione nell'entroterra istriano influiscono sulle condizioni climatiche di Pisino, caratterizzate da inverni umidi e abbastanza rigidi con abbondanti precipitazioni ed estati calde e mediamente secche.

## Storia
(Gabriele D'Annunzio, Lettera a Francesco Salata, 1902)
Pisino fu menzionata per la prima volta come Castrum Pisinum nel 983 d.C. in un documento riguardante la donazione dell'imperatore Ottone II al vescovo di Parenzo.

Nel XII secolo il comune fu di proprietà del conte Meinhard di Schönberg (in croato Šumberk) e, in seguito, cadde nelle mani di Engelbert III, conte di Gorizia, nel 1186.
Nel 1374 Alberto III di Gorizia rivendicò i suoi possedimenti alla Casa degli Asburgo.

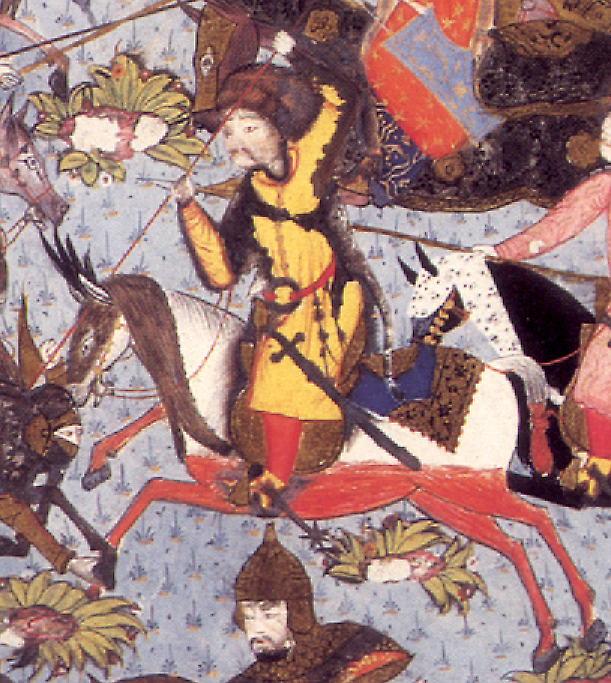
Soldato akinci, miniatura del XVI secolo. Dopo l'invasione turca della contea di Pisino del 1467, gli abitanti di Vermo dichiararono di aver ucciso un'intera banda di akinci

L'area della contea di Pisino venne invasa più volte dai turchi. Nel 1467 essi colpirono l'entroterra di Pisino e di Vermo. A seguito di quest'invasione, gli abitanti di Vermo dichiararono di aver ucciso un'intera banda di akinci. Nel 1501 i turchi si stabilirono brevemente vicino a Lindaro, un villaggio nei pressi di Pisino. Il colle su cui essi si accamparono divenne noto come Monte dei Turchi. L'ultima incursione ottomana in Istria avvenne proprio a Pisino dieci anni dopo, nel 1511. In quest'occasione i turchi distrussero anche il castello della città.
Gli Asburgo unirono la Contea di Pisino al Ducato di Carniola. Questa ed altre acquisizioni dell'Istria interna da parte degli Asburgo crearono una linea di frontiera che rimase restia per i successivi secoli.
A seguito di una sconfitta ai danni degli Asburgo durante la Guerra della Lega di Cambrai, la città di Pisino (e altre parti dell'Istria Austriaca) fu addirittura espugnata da Bartolomeo d'Alviano.
Il castello di Pisino è menzionato per la prima volta nel sopraccitato documento datato 983, rilasciato dall'Imperatore Otto. Dopo essere passato a Mainardo Schwarzenburg e Mainardo I di Gorizia, esso passa a Mainardo d'Istria e ai suoi successori. Quando nel 1374 Albert IV, magravio di Gorizia, muore senza eredi, la fortezza viene ereditata dagli Asburgo, i quali la affittano diverse volte nei secoli successivi (agli Auersperg, Barbo, Della Torre, Devinski, Durr-Dürrer, Eggenberg, Fugger, Khevenhüller, Mosconi, Swetkowitz, etc.). È nel tardo 1766 che la fortezza viene ceduta ai Montecuccoli per appena 240 fiorini.
La fortezza, ristrutturata nel XIX secolo, è stata allestita a museo al termine della prima guerra mondiale.
Nel 1884 l'ex sindaco Francesco Costantini fondò a Pisino il partito liberale Società politica istriana, poi dissolto nel 1915. Su insistenza di Costantini, l'apertura di un ginnasio italiano fu approvata nel 1872 e la scuola fu inaugurata nel 1899. Fu frequentata da istriani e pisinoti celebri, tra cui Luigi Dallapiccola, Biagio Marin, Pier Antonio Quarantotti Gambini, Mario e Licio Visintini, e Dario Leaone, la più giovane vittima dei massacri delle foibe..
Nel 1902 Pisino fu visitata da Gabriele D'Annunzio. D'Annunzio entrò nella città sotto una pioggia di fiori lasciati cadere dalle finestre delle case affollate, e gli venne tributato un omaggio ideato da Ilda Mizzan, futura moglie di Francesco Salata, a cui D'Annunzio regalò un copia della sua Francesca da Rimini. In una lettera indirizzata allo stesso Salata, D'Annunzio si complimentò del livello di civiltà della popolazione italiana di Pisino.
Nel 1918 Pisino, con il resto dell'Istria, passò al Regno d'Italia. Nel 1928 venne aggregato a Pisino il comune di Draguccio.
Durante la seconda guerra mondiale, dopo l'8 settembre 1943 i partigiani jugoslavi presero il controllo della città. Pochi giorni dopo, il 13 settembre, il Comitato di liberazione nazionale per l'Istria adottò le cosiddette Decisioni di Pisino (Pazinske odluke), ratificate poi il 26 settembre dal Parlamento dei rappresentanti del popolo istriano, con cui venne deliberata l'unificazione dell'Istria con la Croazia. Tuttavia i nazifascisti organizzarono l'operazione Nubifragio e, dopo aver pesantemente bombardato la città il 4 ottobre, il giorno dopo le truppe tedesche occuparono la città con i cannoni, uccidendo complessivamente 157 banditen. I partigiani jugoslavi liberarono la città l'8 maggio 1945 e le Decisioni di Pisino furono in seguito confermate nell'accordo di pace di Parigi del 1947.
A seguito dell'indipendenza della Croazia del 1991, Pisino venne designata dal presidente Franjo Tuđman come capoluogo della regione istriana per ragioni storiche, in quanto luogo simbolo dell'etnia croata, nonostante fosse meno sviluppata economicamente rispetto a Pola, la quale era considerata ancora troppo italiana.

## Monumenti e luoghi d'interesse

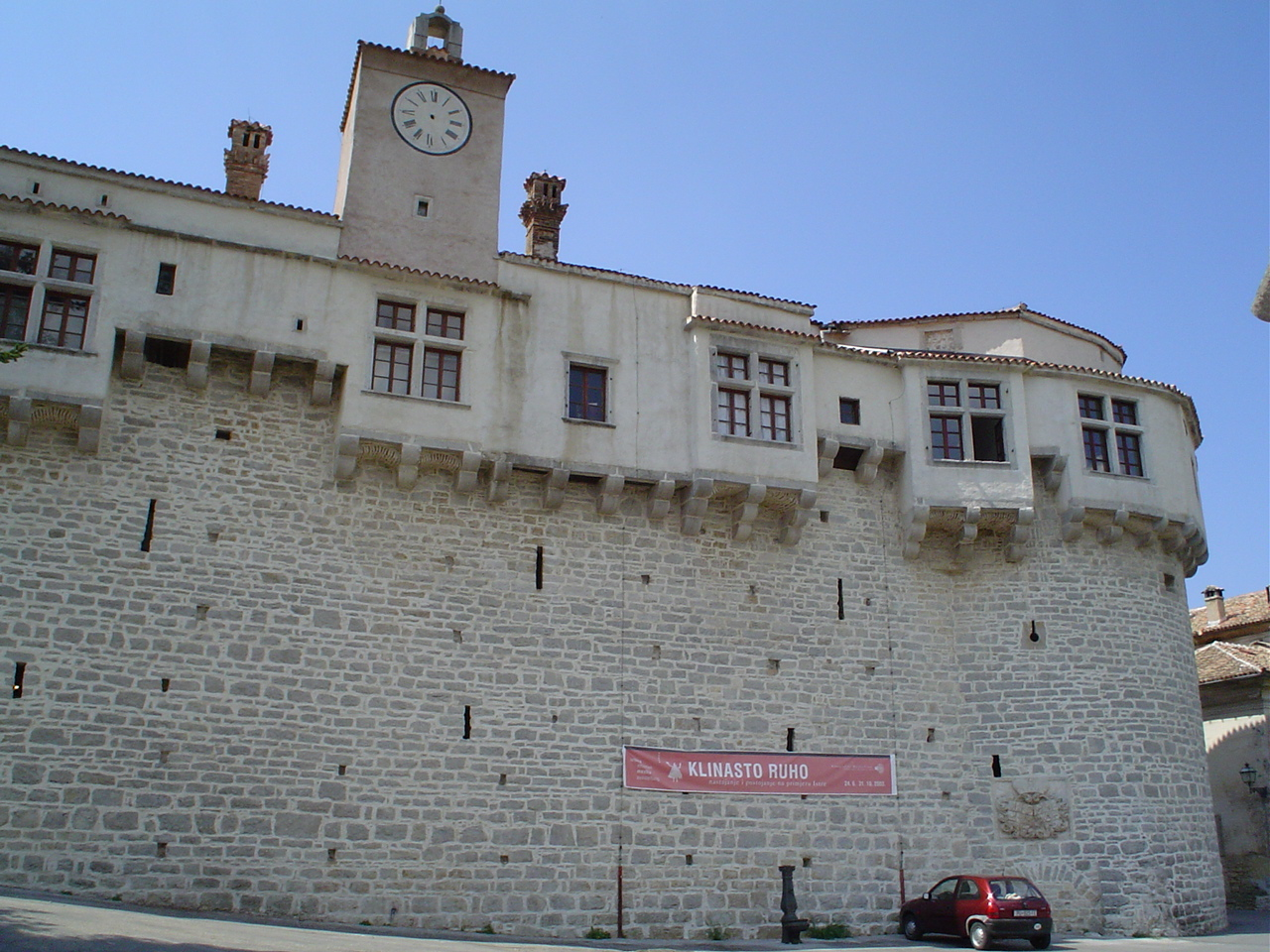
Castello di Montecuccoli

Il turismo, sviluppatosi in tempi recenti, è legato al paesaggio incontaminato del carso dinarico e alla ricchezza del patrimonio storico e culturale del capoluogo istriano. Il comune è inoltre sede di alcune istituzioni culturali, come l'Archivio storico istriano, e pedagogiche, ma anche club e società sportive.

### Duomo di San Nicola
Il duomo di San Nicola è una chiesa romanica eretta nel 1266 appartenente alla diocesi di Parenzo con lo status di prepositura. All'interno la chiesa presenta una struttura a tre navate (una centrale e due laterali) ed è conservato l'antico presbiterio separato dall'aula da un grande arco gotico interamente affrescato.

### Castello di Montecuccoli
Il castello di Montecuccoli, ottimamente conservato, risale al Cinquecento e si affaccia sull'orrido della foiba.

### Santuario di Santa Maria alle Lastre
Il santuario di Santa Maria alle Lastre, risalente al Medioevo, conserva pregevoli affreschi. Si trova a Vermo.

### Foiba di Pisino
(Giulio Verne, Mathias Sandorf, 1885.)

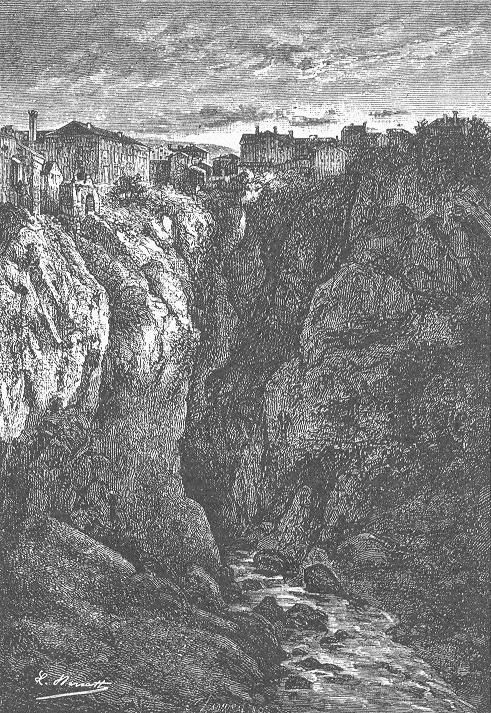
Illustrazione dal romanzo Mathias Sandorf (1885), di Giulio Verne, disegnata da Léon Benett

Foiba (in croato Fojba) è il nome del celebre abisso che si apre ai piedi del castello di Montecuccoli, nel quale si immette l'omonimo torrente (in croato Pazinčica).
Il sistema di grotte del torrente Foiba costituisce il migliore esempio di evoluzione dell'idrografia e della geomorfologia carsiche, unico nell'Istria e nel Carso dinarico: tra pareti di roccia verticali ed una fitta macchia boscosa, precipita per circa 130 metri il torrente Foiba, che s'inabissa in una cavità semicircolare (Vestibolo dantesco) dopo aver solcato dalla sorgente una stretta gola lunga 17 km. L'interno della grotta è punteggiato da numerosi sifoni, gallerie, avvallamenti imbutiformi, stagni sotterranei e laghi di notevole profondità: il lago di Martel, il primo tra questi, si trova a circa cento metri dal Vestibolo, in una sala di 1600 m2. Proseguendo ancora si trova il secondo bacino, il lago di Mitar, con uno specchio d'acqua più modesto del primo. Il terzo lago sotterraneo segna la fine della grotta carsica esplorabile, lunga circa 500 metri. Dal momento che non è stato possibile proseguire oltre il terzo bacino, non si sa con certezza di quale fiume il Foiba sia tributario: l'ipotesi più accreditata è che confluisca nella Val d'Arsa.
Prima delle ricerche dello speleologo francese Edouard-Alfred Martel e dello studioso ceco Wilhelm Putick tra il 1893 e il 1896, la grotta era già nota in ambito letterario: il celebre scrittore francese Giulio Verne ambientò nell'abisso la rocambolesca fuga di Mathias Sandorf, protagonista dell'omonimo romanzo. Sandorf e i suoi compagni percorrono i cunicoli della grotta dal Vestibolo dantesco al canale di Leme. Per questo motivo la Società Jules Verne in Croazia organizza ogni anno, nel mesi di giugno, il Festival di Giulio Verne attorno al castello di Montecuccoli con fedeli ricostruzioni del romanzo.
Si dice inoltre che la foiba fornì a Verne l'ispirazione per il romanzo Viaggio al centro della terra.
Il sito, di interesse speleologico, è oggi sede dell'omonimo parco naturale protetto, aperto nel 1964, che comprende l'area boscosa circostante, ora accessibile attraverso il sentiero di San Simone, lungo 10 km. Nelle stagioni piovose la zona è soggetta a inondazioni, che danno origine ad un lago periodico sul letto del torrente.

## Clima
| Pisino              | Mesi | Mesi | Mesi | Mesi | Mesi | Mesi | Mesi | Mesi | Mesi | Mesi | Mesi | Mesi | Stagioni | Stagioni | Stagioni | Stagioni | Anno  |
| Pisino              | Gen  | Feb  | Mar  | Apr  | Mag  | Giu  | Lug  | Ago  | Set  | Ott  | Nov  | Dic  | Inv      | Pri      | Est      | Aut      | Anno  |
| ------------------- | ---- | ---- | ---- | ---- | ---- | ---- | ---- | ---- | ---- | ---- | ---- | ---- | -------- | -------- | -------- | -------- | ----- |
| T. max. media (°C)  | 6,9  | 8,0  | 11,0 | 15,1 | 19,7 | 23,4 | 26,3 | 25,8 | 22,3 | 17,3 | 12,0 | 8,8  | 7,9      | 15,3     | 25,2     | 17,2     | 16,4  |
| T. min. media (°C)  | 2,3  | 2,6  | 4,7  | 7,9  | 12,0 | 15,7 | 18,3 | 18,1 | 15,1 | 11,2 | 6,6  | 4,0  | 3,0      | 8,2      | 17,4     | 11,0     | 9,9   |
| Precipitazioni (mm) | 88   | 77   | 80   | 89   | 84   | 85   | 71   | 89   | 115  | 115  | 132  | 107  | 272      | 253      | 245      | 362      | 1 132 |

## Società

### Etnie e minoranze straniere
Nel primo periodo austroungarico comparivano i cognomi Girdinetz, Jursytz, Juryschytz, Katytz, Sestann, Swaytz, Tschuss, Turackh, Vidtzitz, Wathaluga, Wukoitz.
A seguito della pestilenza che nel Settecento colpì la popolazione locale, ci fu un afflusso di artigiani giunti dal Friuli e dal meridione dell'Impero asburgico per ripopolare le zone colpite dell'Istria; apparvero allora i cognomi Agnelli, Bertoni, Giuliati, Katanari, Ortisi.
Nei primi anni del XIX secolo, in seguito alle guerre napoleoniche, si insediò un modesto numero di militi francesi con cognomi progressivamente cambiati per la prevalente influenza linguistica con l'austriaco, il croato e l'italiano/veneto.
Sul finire del periodo austroungarico la città di Pisino contava circa 3.000 abitanti, per la maggior parte di lingua italiana.. La segnaletica comprendeva le tre lingue previste nella città: tedesco, italiano, croato.
Secondo il censimento del 1921, nel comune di Pisino vi erano 8611 italiani, 166 Istrorumeni, 8249 croati, 1026 sloveni e 39 stranieri, così distribuiti:
| Paese                             | totale abitanti | italiani | croati | sloveni | istrorumeni | stranieri |
| --------------------------------- | --------------- | -------- | ------ | ------- | ----------- | --------- |
| Pisino                            | 5340            | 3774     | 1545   | 0       | 0           | 21        |
| Lindaro                           | 1169            | 492      | 651    | 23      | 0           | 3         |
| Gallignana                        | 2395            | 519      | 898    | 978     | 0           | 0         |
| Pedena (oggi comune indipendente) | 2469            | 1767     | 689    | 13      | 0           | 0         |
| Tupliaco                          | 440             | 247      | 193    | 0       | 0           | 0         |
| Carbune                           | 326             | 143      | 181    | 0       | 0           | 2         |
| Grobinico                         | 176             | 5        | 5      | 0       | 166         | 0         |
| Moncalvo                          | 570             | 50       | 513    | 0       | 0           | 7         |
| Cerreto                           | 385             | 249      | 134    | 2       | 0           | 0         |
| Mezzari                           | 155             | 50       | 105    | 0       | 0           | 0         |
| Novacco di Pisino                 | 460             | 458      | 0      | 0       | 0           | 2         |
| Scopliaco                         | 200             | 0        | 200    | 0       | 0           | 0         |
| Sarezzo                           | 404             | 396      | 4      | 0       | 0           | 4         |
| Castelverde                       | 418             | 54       | 357    | 7       | 0           | 0         |
| Bottonega                         | 202             | 16       | 186    | 0       | 0           | 0         |
| Carsicla                          | 261             | 29       | 232    | 0       | 0           | 0         |
| Caschierga                        | 598             | 153      | 445    | 0       | 0           | 0         |
| Zamasco                           | 316             | 56       | 260    | 0       | 0           | 0         |
| Tervisio                          | 958             | 20       | 938    | 0       | 0           | 0         |
| Vermo                             | 849             | 133      | 713    | 3       | 0           | 0         |

L'italianizzazione forzata durante il regime fascista portò alla modifica dei cognomi della popolazione, con evidenti assonanze italiane: Bartoli, Brunetti, Celli, Chiussi, Covacci, Corelli, Crivelli, Dendi, Fabretti, Filippi, Geroni, Lussetti, Macorini, Marassi, Maracchi, Opatti, Paoli, Russi, Scocchi, Sestani, Tommasi, Turcino, Valenti, Valentini, Valle, Valli.

### La presenza autoctona di italiani
Le violenze durante l'occupazione jugoslava dopo il 1943 e il contemporaneo passaggio al regime socialista, hanno portato all'esodo giuliano dalmata che portò all'emigrazione di gran parte della popolazione autoctona di lingua italiana. Resta oggi a Pisino un ristretto numero di italiani. Secondo l'ultimo censimento nel comune di Pisino si sono dichiarati italiani 101 abitanti, pari all'1,17% della popolazione totale, in leggero calo; erano 114 nel 2001. Essi sono riuniti nella locale Comunità degli Italiani di Pisino presieduta da Giovanni Sirotti e Viktor Rigo. Il sodalizio aderisce all'Unione Italiana.
Secondo quanto prevede la costituzione croata, la popolazione italiana è tutelata da leggi apposite e l'insegnamento della lingua italiana avviene come materia opzionale in tutte le scuole del comune. Tuttavia, successivamente all'esodo, la locale scuola italiana è stata chiusa nel 1953 e ancor oggi la minoranza è meno tutelata che altrove (non è previsto il bilinguismo ufficiale, neanche nella toponomastica).

### Lingue e dialetti
| %      | Ripartizione linguistica (gruppi principali) |
| ------ | -------------------------------------------- |
| 97,56% | madrelingua croata                           |
| 1,21%  | madrelingua italiana                         |

| %      | Ripartizione linguistica (gruppi principali) |
| ------ | -------------------------------------------- |
| 97,15% | madrelingua croata                           |
| 1,17%  | madrelingua italiana                         |

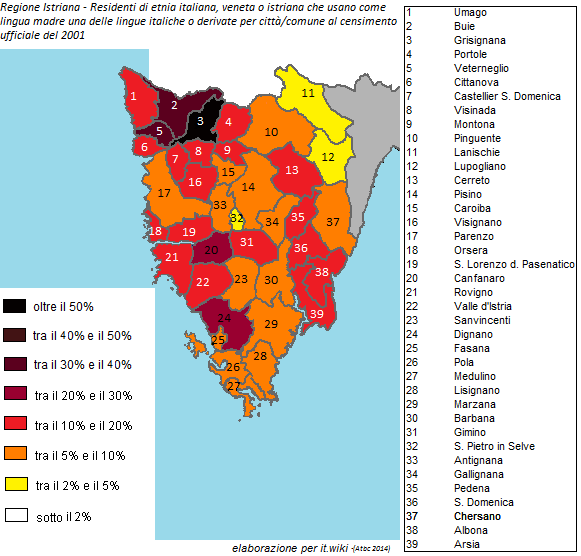
Distribuzione dei residenti di etnia italiana che adottano una delle lingue italiche o derivate (2001)

Oltre il 6% della popolazione fa parte della locale comunità degli italiani.

## Geografia antropica

### Frazioni
Il comune di Pisino è diviso in 19 insediamenti (naselja):
- Bertozzi (Bertoši)
- Bottonega (Butoniga)
- Braicovici (Brajkovići)
- Castelverde di Pisino [o Gherdosella] (Grdoselo)
- Caschierga (o Villa Padova) (Kašćerga)
- Checchi (Heki)
- Chersicla (Kršikla)
- Ieseni (di Antignana) (Ježenj)
- Laurini (Lovrin)
- Lindaro (Lindar)
- Pisino (Pazin), sede comunale
- Pisinvécchio (Stari Pazin)
- Presani (Zabrežani)
- Sarezzo (Zarečje) (già Arezzo di Pisino)
- Terviso [o Villa Terviso] (Trviž)
- Traba Grande (Vela Traba)
- Valle di Zumesco (Zamaski Dol)
- Vermo (Beram)
- Zamasco (Zamask)

## Economia
L'economia del paese si regge sulla viticoltura, anche se, in tempi recenti, sono sorte industrie tessili e della plastica.

## Sport
Nel 2012 il paese ha ospitato il Campionato europeo di bocce.

## Galleria d'immagini

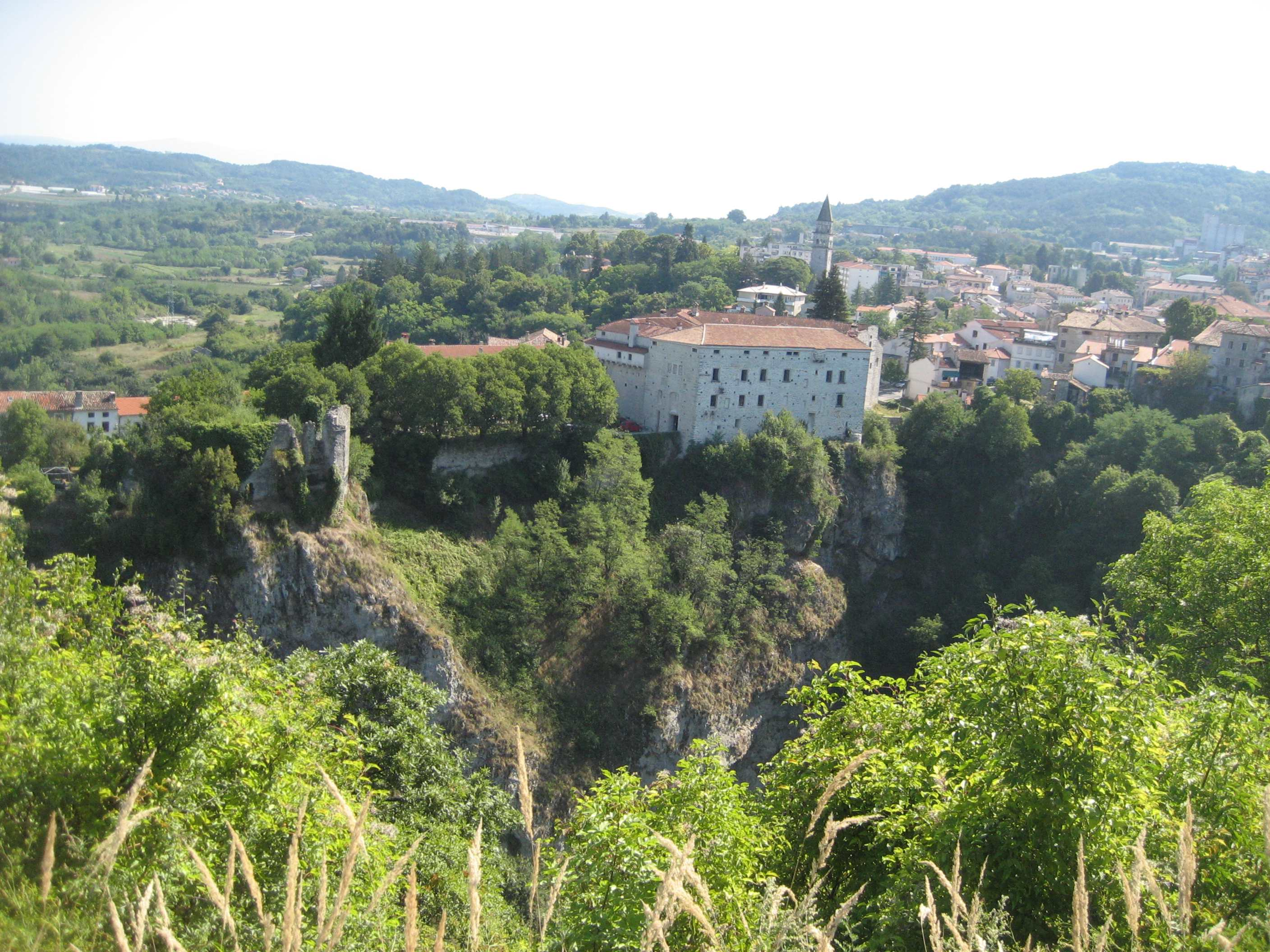
Veduta dell'abitato principale
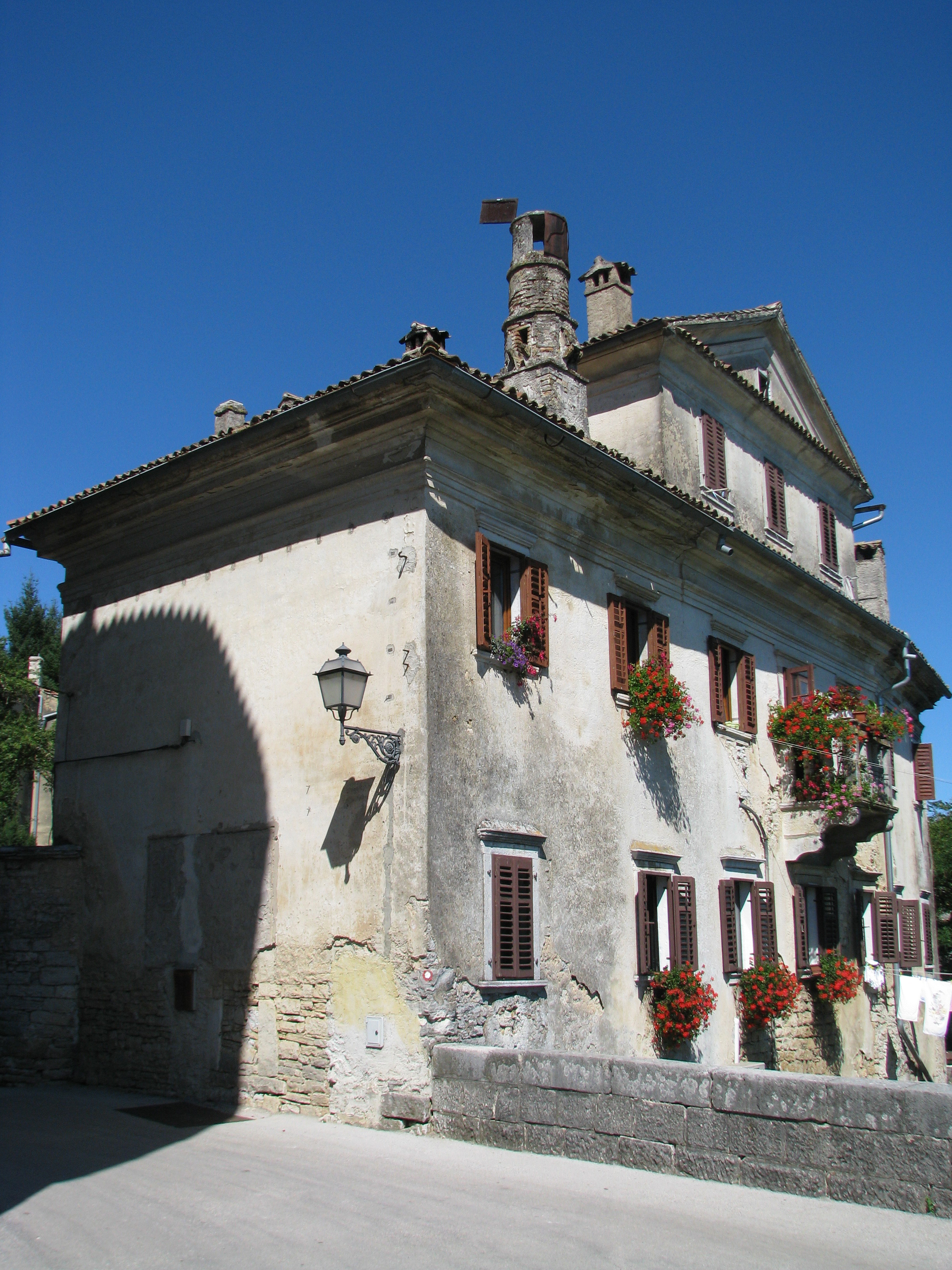
Un tipico edificio di Pisino in stile veneziano
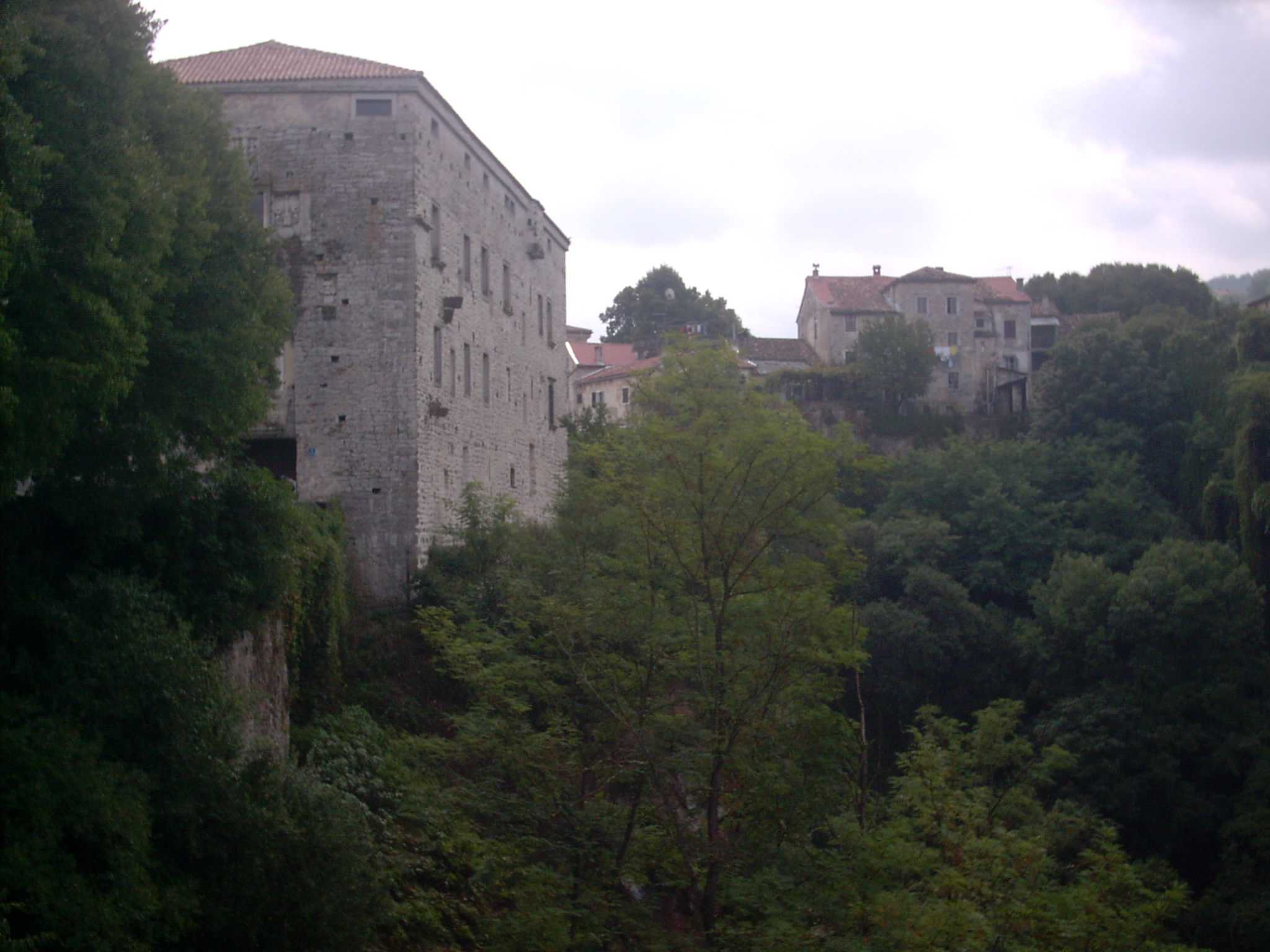
Pisino
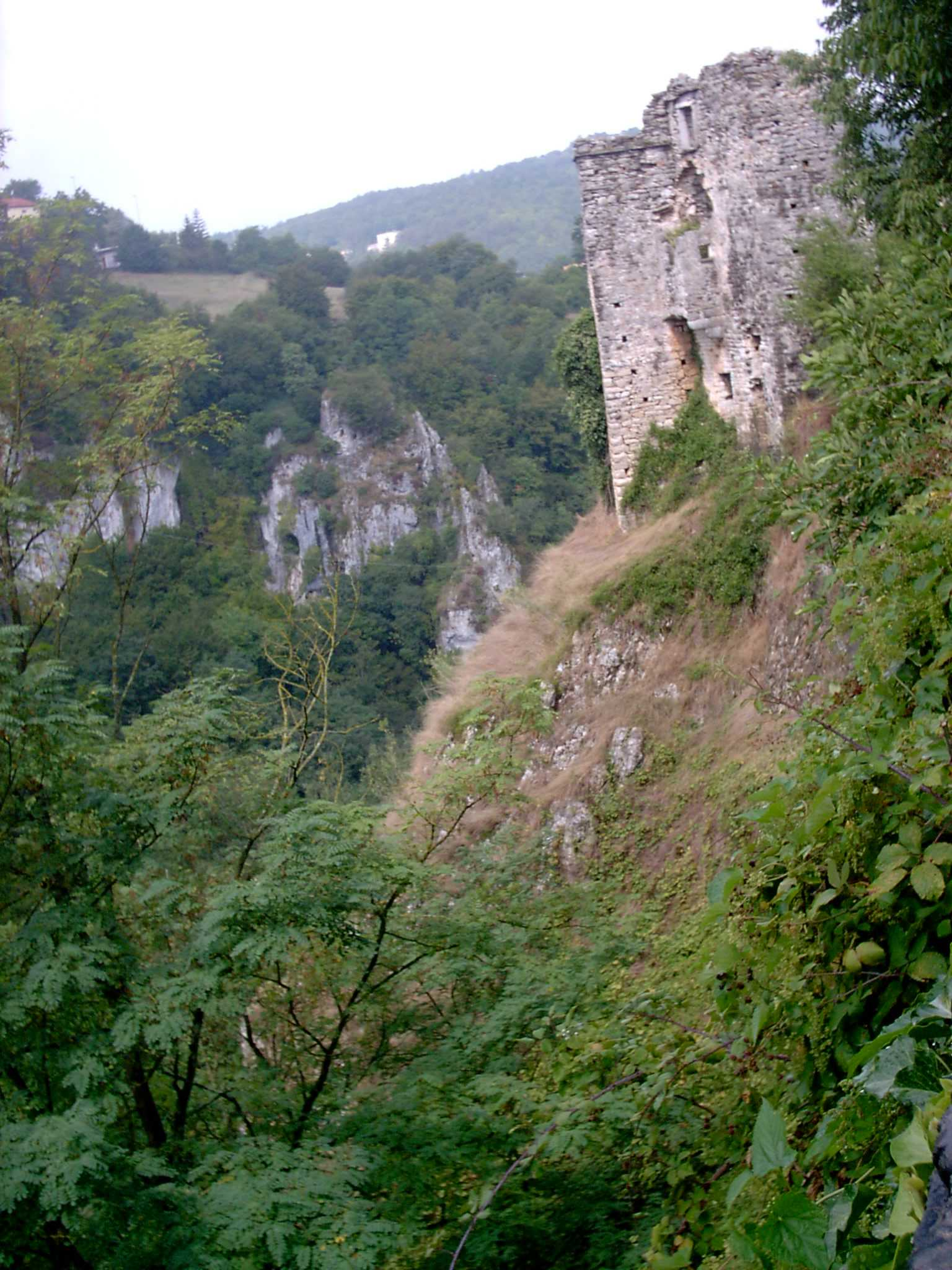
Una forra di Pisino
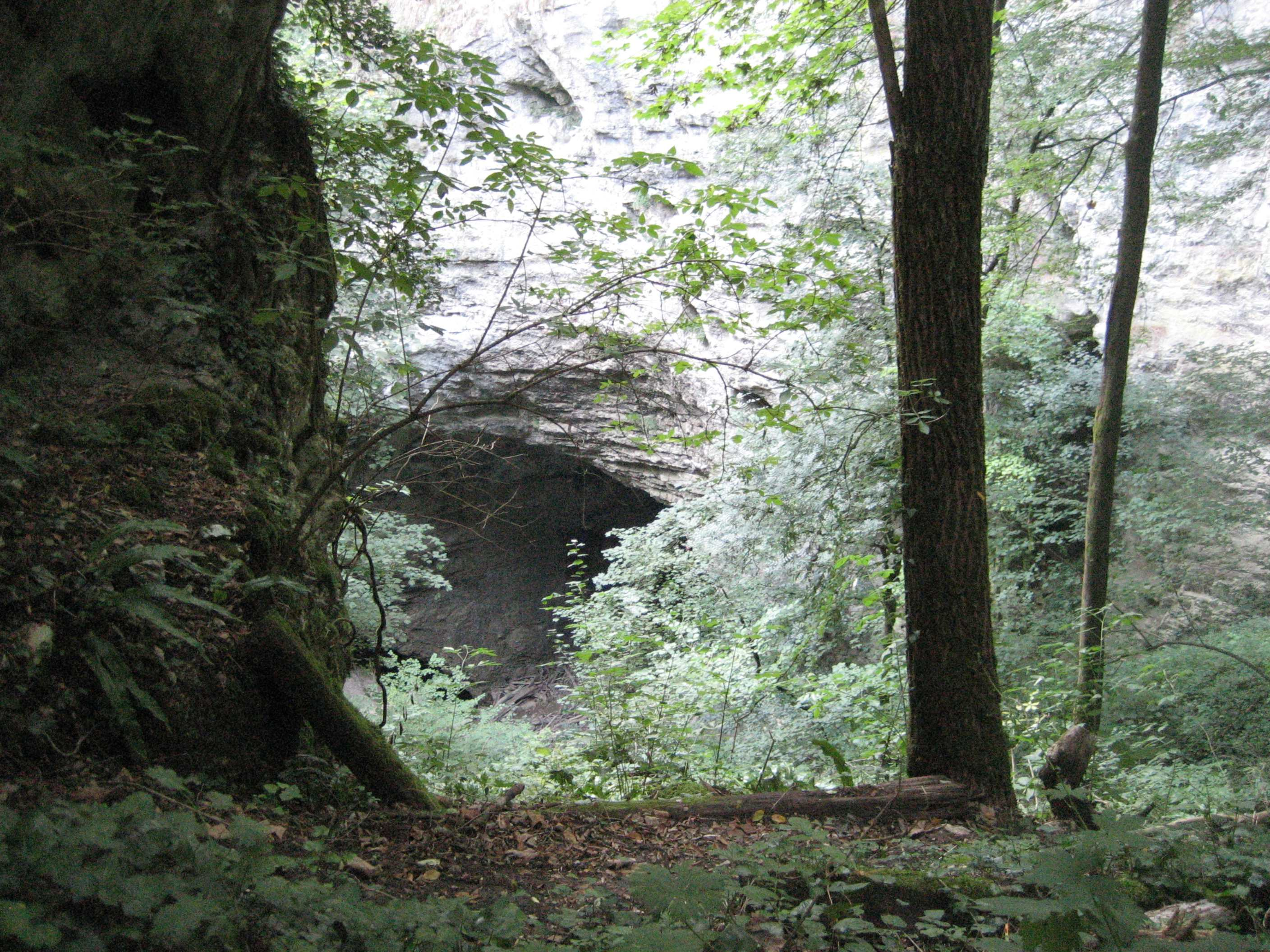
Grotte di Pisino
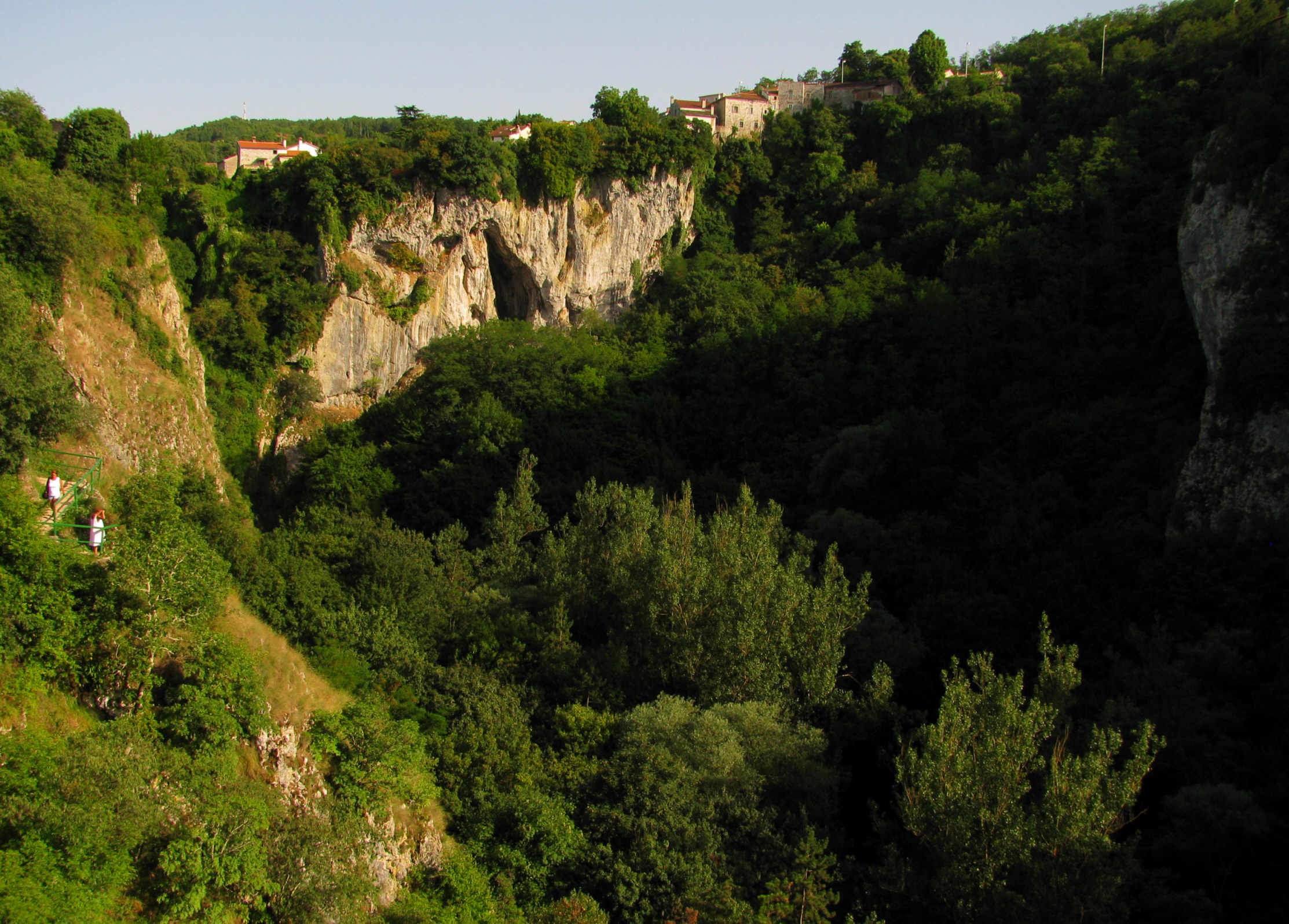
La foiba
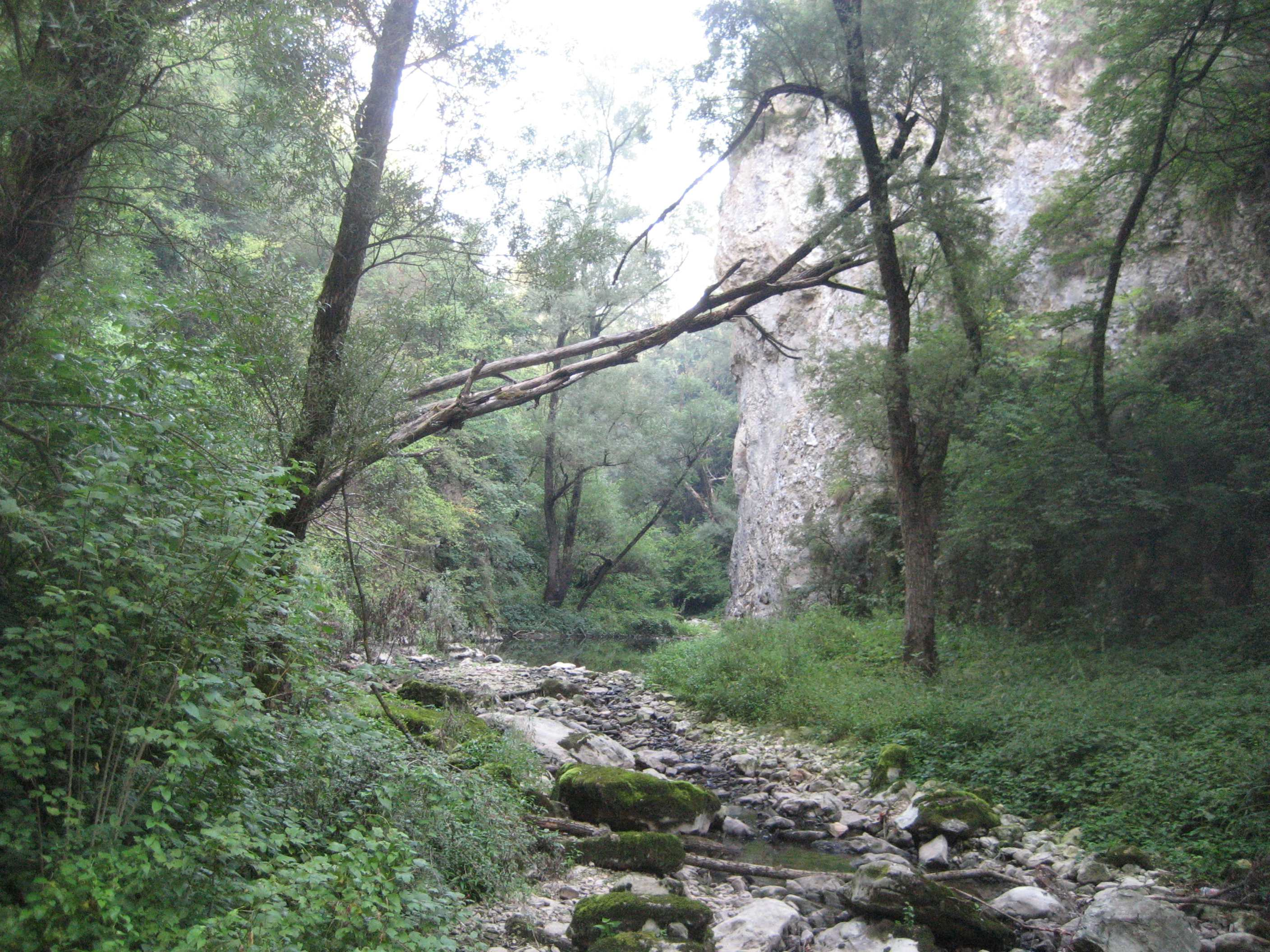
Il torrente Foiba
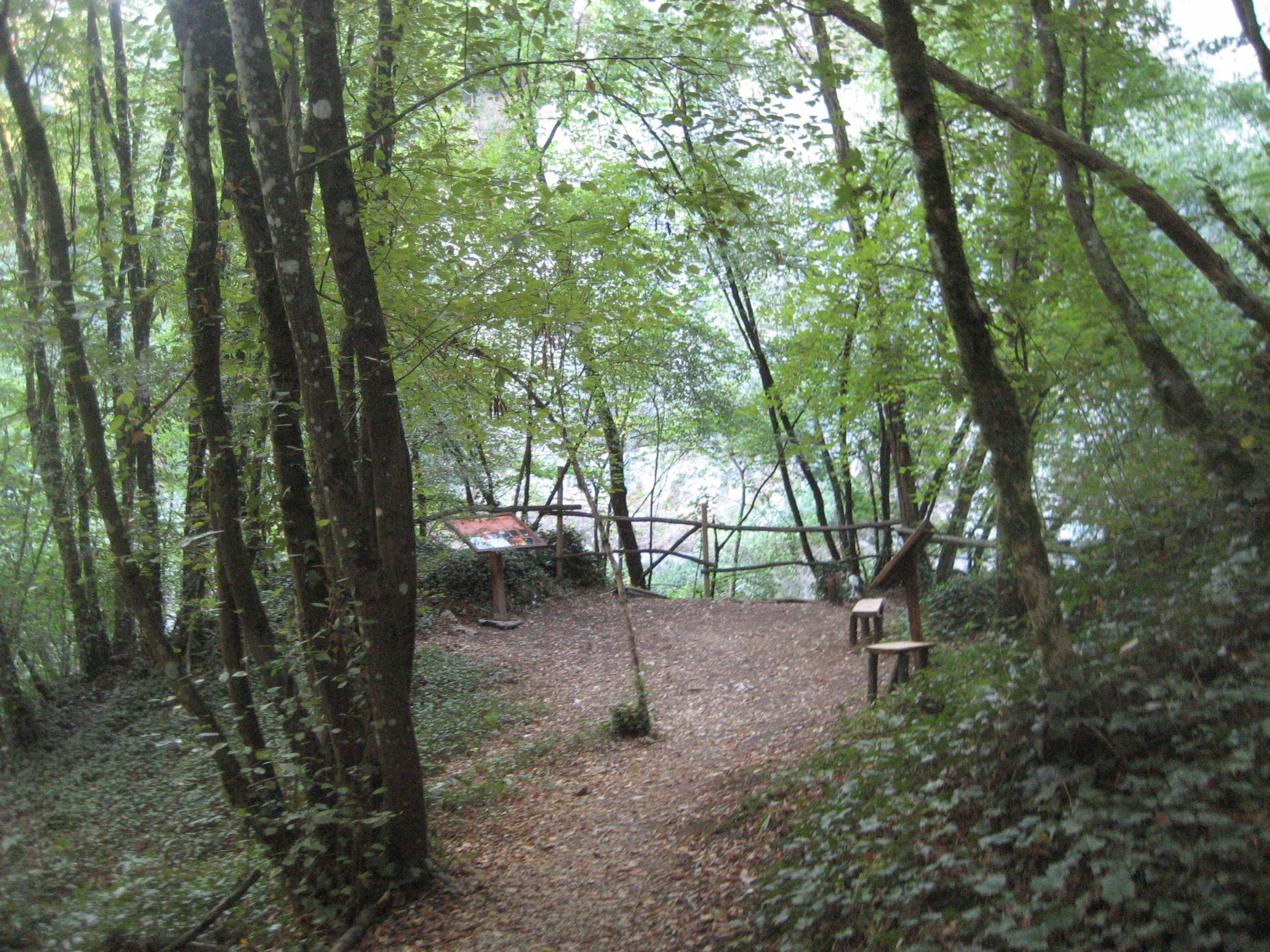
I boschi di latifoglie